# Oebobo
Oebobo is een bestuurslaag in het regentschap Timor Tengah Selatan van de provincie Oost-Nusa Tenggara, Indonesië. Oebobo telt 2752 inwoners (volkstelling 2010).